# Beautiful Bride
«Beautiful Bride» es el segundo sencillo de Flyleaf de su segundo álbum,Memento Mori. La canción estuvo oficialmente disponible para descarga digital el 6 de octubre de 2009. Según la cantante Lacey Mosley, la canción fue escrita en un solo día y fue inspirada por las discusiones en su familia. 

## Vídeo musical
Dirigida por Don Tyler, el vídeo oficial de "Beautiful Bride" fue filtrado a un puñado de sitios a principios de octubre de 2009. El vídeo musical aparece el mismo estilo de la animación y la dirección en la que debutó en el vídeo Again. El vídeo fue brevemente prohibido en YouTube debido a restricciones de derechos de autor, pero el vídeo ha sido reenlazado, ahora que el único ha sido oficialmente lanzado.
El vídeo muestra a la cantante Lacey Mosley como la dama de honor a la "bella esposa" (Beautiful Bride), y el vídeo se encuentra en una muelle de una playa. Comienza con la dama de honor seguida de la novia lista para su boda. Las dos poco a poco caminan por el muelle hacia el futuro marido de la novia, mientras que las animaciones de los seres humanos y otras criaturas del mar de turbulencia en el fondo. Durante la mitad de las animaciones del canto de los seres humanos y criaturas del mar aparecen. El vídeo termina cuando la novia llega el novio y un montaje final, mientras toca la música su punto culminante.
- Datos: Q4877684